# Подъём (Игра престолов)
«Подъём» (англ. The Climb) — шестой эпизод третьего сезона фэнтезийного сериала канала HBO «Игра престолов», и 26-й во всём сериале. Режиссёром стал Алик Сахаров, а сценаристами — Дэвид Бениофф и Д. Б. Уайсс. Премьера состоялась 5 мая 2013 года.
Название эпизода взято из подъёма Джона Сноу и Игритт на Стену, а также ссылается на диалог между лордом Петиром Бейлишем и лордом Варисом.

## Сюжет

### В Королевской Гавани
Лорд Тайвин Ланнистер (Чарльз Дэнс) встречается с леди Оленной Тирелл (Дайана Ригг), чтобы обсудить женитьбу сира Лораса (Финн Джонс) и Серсеи (Лина Хиди). Они обмениваются колкостями о возрасте Серсеи и слухах о её инцесте с Джейме, а также о всем известном гомосексуализме Лораса. Тайвин угрожает назначить Лораса рыцарем Королевской гвардии, по уставу которого тот откажется от прав на наследство и на брак. Оленна смягчается и соглашается на свадьбу Лораса и Серсеи.
Санса (Софи Тёрнер) общается с Лорасом, за которыми внимательно наблюдают Серсея и Тирион (Питер Динклэйдж). Они сравнивают свои предстоящие браки, затем Тирион обвиняет свою сестру в попытке убить его во время битвы при Черноводной. Тирион приходит к выводу, что это Джоффри (Джек Глисон) приказал сиру Мэндону Муру убить его. Серсея говорит ему, что Джоффри больше не угроза его жизни, ведь теперь Тайвин Десница короля. Позже Тирион идёт в покои Сансы, где он раскрывает ей и Шае (Сибель Кекилли), что она выйдет замуж за него, а не за Лораса. В это же время Варис (Конлет Хилл) находит лорда Бейлиша (Эйдан Гиллен) в тронном зале. Бейлиш говорит Варису, что знает о соглашении Вариса с Рос (Эсме Бьянко), и что он отдал её Джоффри, чтобы он убил её из удовольствия. Санса наблюдает, как Бейлиш уплывает на корабле, понимая, что её шансы покинуть столицу пропали.

### В Речных Землях
Пока Энгай (Филип Макгинли) даёт Арье (Мэйси Уильямс) советы по стрельбе из лука, та замечает Мелисандру (Кэрис ван Хаутен) и небольшую группу людей Станниса. Жрица разговаривает с Торосом (Пол Кэй), прежде чем он приводит её внутрь убежища Братства. Мелисандра потрясена, узнав о шести смертях Берика Дондарриона (Ричард Дормер), который спрашивает её о причинах её прихода к ним. Она отвечает, что у Братства есть человек, в ком нуждается Владыка света и приказывает своим людям взять Джендри (Джо Демпси) под её попечительство. Арья возмущена тем, что Братство отвернулось от Джендри из-за денег Мелисандры. Арья сталкивается с Мелисандрой и называет её ведьмой, на что та предсказывает Арье, что она будет забирать жизни, и однажды они снова встретятся.
Король Севера Робб Старк (Ричард Мэдден) и его советники встречаются с Хромым Лотаром Фреем (Том Брук) и Чёрным Уолдером Риверсом (Тим Плестер), чтобы обсудить условия заключения союза для наступления на Утёс Кастерли. Фреи принесли требования их лорда, желающего официального извинения от Робба, замок Харренхол и лежащие рядом земли, и чтобы Эдмур (Тобайас Мензис) женился на Рослин, одной из дочерей лорда Фрея. Эдмур сначала отказывается жениться на женщине, с которой он никогда не встречался, но в конце концов соглашается.
В Харренхоле лорд Русе Болтон (Майкл Макэлхаттон) обедает с Джейме (Николай Костер-Вальдау) и Бриенной (Гвендолин Кристи). Болтон говорит Джейме, что отправит его в Королевскую Гавань, если он расскажет своему отцу, что Болтон не причастен к его увечью. Джейме предполагает, что Бриенна будет сопровождать его, но Болтон намеревается держать её у себя, арестовав за пособничество в измене.

### На Севере
В лагере растёт напряжение между Ошой (Наталия Тена) и Мирой Рид (Элли Кендрик), но Бран (Айзек Хэмпстед-Райт) разряжает ситуацию. Во время сна у Жойена (Томас Броди Сангстер) случается припадок и Мира объясняет, что они вызваны видениями. Затем Жойен говорит Брану, что в своих видениях он видел Джона Сноу с одичалыми.
А тем временем похититель Теона (Иван Реон) будит его (Альфи Аллен), чтобы продолжить пытки. Парень угрожает Теону отрезать его мизинец, если он не угадает, кто он, и где они сейчас находятся. С нескольких попыток Теон разгадал, что он Карстарк. Какое-то мгновение мучитель ведёт себя так, будто Теон правильно отгадал, но потом начинает сдирать кожу с пальца Теона, говоря, что обманул его. Теон сдаётся и умоляет своего мучителя отрезать ему палец.

### За Стеной
Сэмвелл Тарли (Джон Брэдли) и Лилли (Ханна Мюррей) решают устроить привал по пути бегства из Замка Крастера. Сэм показывает Лилли кинжал из драконьего стекла, который он нашёл на Кулаке Первых Людей, и рассказывает ей о Чёрном Замке.
В лагере у подножия Стены группа одичалых во главе с Тормундом Великаньей смертью (Кристофер Хивью) готовится к тому, чтобы взобраться на Стену. Джон (Кит Харингтон) и Игритт (Роуз Лесли) говорят об их предстоящем подъёме и об их отношениях. Игритт открывает ему, что она знает о его верности Ночному Дозору, но их верность друг другу важнее, подразумевая, что она присоединилась к делу Манса из корысти, нежели из-за доверия к нему. Во время подъёма, удар ледоруба Игритт об Стену становится причиной возникновения огромной трещины, которая вызывает лавину, Сход лавины погребает под собой несколько членов группы одичалых, а Игритт и Джон оказываются висящими над пропастью на страховочном тросе. Чтобы Джон и Игритт не утянули всех за собой, Орелл (Маккензи Крук) срезает трос, но Джон успевает закрепиться у Стены, спасая Игритт, и они добираются до вершины Стены вместе со всеми. Глядя на пейзаж Семи Королевств, Джон и Игритт обнимаются и целуются.

## Производство

### Сценарий

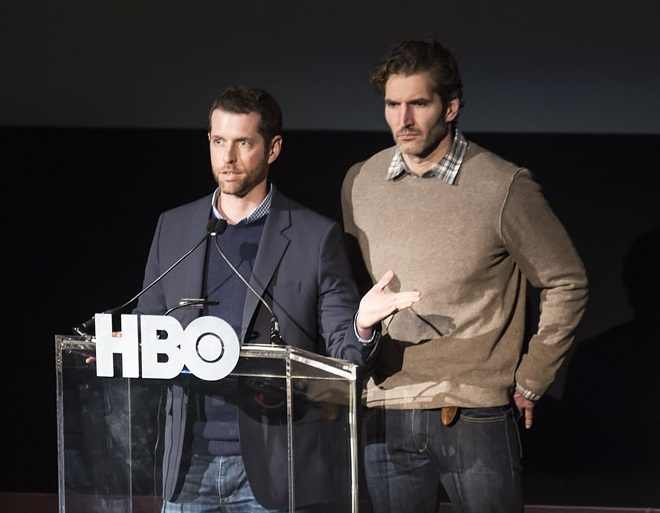
Сценарий к эпизоду написали создатели сериала Дэвид Бениофф и Д. Б. Уайсс.

Сценарий к «Подъёму» написали шоураннеры сериала Дэвид Бениофф и Д. Б. Уайсс, который был основан на романе Джорджа Р. Р. Мартина «Буря мечей», главах 30, 35, 37 и 48 (Джон IV, Кейтилин IV, Джейме V и Сэмвелл III).

### Кастинг
Малыша Лилли, появившегося в четвёртом эпизоде и в начальной сцене «Подъёма», сыграла 10-месячная Арья Хассон — названная в честь Арьи Старк — из Уотерсайда, Дерри.

## Реакция

### Рейтинги
«Подъём» установил новый рекорд в рейтингах «Игры престолов», став четвёртым эпизодом, который установил новый высокий рейтинг подряд после предыдущих. 5,5 миллионов зрителей посмотрели премьерный показ, также вместе с 1,27 миллионами зрителями, посмотревшими повтор. Эпизод также установил новую высокую метку сериала со зрителями от 19 до 49 лет, с рейтингом 2.9.

### Реакция критиков
«Подъём» получил положительные отзывы от критиков. На сайте Rotten Tomatoes, эпизод получил рейтинг 90 % положительных отзывов, на основе 21 рецензии, а консенсус сайта гласит: «Тайвин Ланнистер и Оленна Тирелл крадут шоу своими изысканными переговорами, в то время как „Подъём“ ориентирован на смертельное залезание Одичалых на Стену». Мэтт Фоулер из IGN дал эпизоду рейтинг 8.8/10, написав: «На этой неделе „Игра престолов“ началась медленно, но затем выстроилась к вспышкам фейерверка». The A.V. Club опубликовал две рецензии. Дэвид Симс дал эпизоду рейтинг «B» для новичков сериала, в то время как Тодд Вандерверфф дал эпизоду рейтинг «B+» для людей, которые читали романы.

### Награды и номинации
| Год  | Премия                         | Категория                                      | Номинант(ы)                                                         | Результат |
| ---- | ------------------------------ | ---------------------------------------------- | ------------------------------------------------------------------- | --------- |
| 2013 | Премия Hollywood Post Alliance | Лучший звук — телевидение                      | Пола Фэйрфилд, Брэд Катона, Джед Додж, Оннали Блэнк и Мэттью Уотерс | Победа    |
| 2014 | Visual Effects Society         | Лучшая композиция в вещательной программе      | Кирк Бриллон, Стив Гордон, Джефф Сэйер, Уинстон Ли                  | Победа    |
| 2014 | Visual Effects Society         | Лучшая созданная среда в вещательной программе | Патрик Зентис, Маюр Патель, Нитин Сингх, Тим Александр              | Победа    |